# Крючков, Иван Константинович
Иван Константинович Крючков (1912—1985) — младший лейтенант Рабоче-крестьянской Красной Армии, участник Великой Отечественной войны, Герой Советского Союза (1944).

## Биография
Иван Крючков родился 23 июля 1912 года в селе Хворощевка. После окончания трёх классов школы работал слесарем на торфопредприятии в Московской области. В 1934—1936 годах проходил службу в Рабоче-крестьянской Красной Армии. В 1942 году Крючков повторно был призван в армию. С мая того же года — на фронтах Великой Отечественной войны.
К декабрю 1943 года гвардии старший сержант Иван Крючков командовал взводом 92-й гвардейской отдельной разведроты 90-й гвардейской стрелковой дивизии 4-й ударной армии 1-го Прибалтийского фронта. Отличился во время освобождения Витебской области Белорусской ССР. За декабрь 1943 года Крючков со своими бойцами провёл 120 разведывательных и диверсионных операций, уничтожив несколько сотен солдат и офицеров противника, ещё более ста взяв в плен. 13 декабря 1943 года взвод Крючкова занял станцию Бычиха Городокского района и за два последующих дня отразил 11 вражеских контратак.
Указом Президиума Верховного Совета СССР от 22 июля 1944 года гвардии старший сержант Иван Крючков был удостоен высокого звания Героя Советского Союза с вручением ордена Ленина и медали «Золотая Звезда».
После окончания войны в звании младшего лейтенанта Крючков был уволен в запас. Проживал в посёлке Зелёный в Московской области, работал механиком, слесарем. Умер в 20 декабря 1985 года.
Был также награждён орденом Красного Знамени, двумя орденами Отечественной войны 1-й степени, орденами Отечественной войны 2-й степени и Красной Звезды, рядом медалей.